# Huddinge IK
Huddinge IK eller Huddinge Hockey (HIK) är en ishockeyklubb i Huddinge. Ursprungligen bildades en ishockeysektion i Huddinge IF av Wilhelm Wallenkampf 1946 och de fick ett A-lag på isen säsongen 1946/47. Sektionen bildade egen förening 1950. 1997-2020 hade klubben även en innebandysektion. Ishockeyn har ett A-lag för herrar och innebandyn hade ett A-lag för damer. Det senare laget var under åtta säsonger representerade i Elitserien, sedermera Svenska Superligan, varifrån man drog sig ur efter säsongen 2015/16.

## Arena
Från starten som sektion i Huddinge IF spelade Huddinge sina hemmamatcher i ett område i nuvarande Sjödalsparken bakom Huddinge Centrum (mitt emot Klockarvägen 7). Söndagen den 13 januari 1952 invigdes den klassiska Huddinge ishockeybana vid nuvarande parkeringsplatsen nedanför Klockargården vid kyrkan med en vänskapsmatch mot en av grundaren Wille Wallenkampfs tidigare klubbar som spelare, Atlas Diesels IF. Atlas Diesel var inför den säsongen nedflyttade från högsta till näst högsta serien, division 2, och gick upp i Allsvenskan igen, och vann invigningsmatchen mot distriktsserielaget Huddinge (tre divisioner skilde) med 4-1. På matcherna på Huddinge ishockeybana kom publiken sedan ofta att räknas i hundratal trots de låga divisionerna. Seriefinalen mot Turebergs IF i stockholmsserien klass 1 södra 1953 sågs av cirka 1 200 åskådare.
Den konstfrusna banan vid Björkängens IP invigdes 10 oktober 1967 med en match mot Djurgårdens IF. Djurgården vann den matchen med 14-4. Enligt protokollet var åtminstone vädret bra. 1978 fick rinken väggar och tak, och den 1 november 1978 invigdes Björkängshallen med seriematch mot Linköpings HC. Huddinge vann med 6-0.
Enstaka hemmamatcher har spelats på andra arenor än de "egna", i seriespel har Aspuddens IP (1946/47 som Huddinge IF), Johanneshovs Isstadion, Hagsätra IP, Scaniarinken och Globen noterats som spelplatser. Träningsmatcher spelade på Stockholms Stadion finns också noterade. På "Hovet" som invigdes 1955 var Huddinge en av de allra första av de totalt sexton kända klubbar som använt arenan som hemmaplan i tävlingsspel, då seriepremiären 1956/57, torsdag 4 januari 1957 mot Atlas Copco IF, på grund av blidväder fick blixtflyttas från naturisplanen i Huddinge till den konstfrusna på Johanneshov (och vanns med 8-2). Självaste AIK - ett av de lag som idag är mest känt som hemmalag på Hovet - verkar inte ha spelat någon hemmamatch där förrän in på 1960-talet.

## A-lagets sportsliga historia
1953 nådde Huddinge för första gången det nationella seriesystemet och division 3, och värvade två riktigt stora namn från AIK, som just degraderats ur storserien till division 2: Lars Ljungman, Maffe kallad, och Kurt Svanberg i mål. Första försöket i division 3 gick trots dessa spetsvärvningar inte helt bra utan slutade i degradering till stockholmsserien igen. Nytt avancemang direkt och nu blev man också kvar, om man än räddades andra året av en serieomläggning, när man egentligen kommit på nedflyttningsplats men långt fram på hösten erbjöds att bli kvar i "trean". Efter tio säsonger lämnades division 3 1966 för avancemang till näst högsta serien i stället, dåvarande division 2, senare division 1 och numera HockeyAllsvenskan. In på 2000-talet har man fallit tillbaka till tredjedivisionen igen, numera benämnd division 1, 2000/2001 och 2005/2006, då man bägge gångerna har tagit klivet upp igen, och 2009/2010 då man inte klarade av det.
Huddinge har under åren som bäst nått Kvalserien, vilket man gjorde 1978, 1979, 1986 och 1993. Närmast en plats i Elitserien var man nog 1978. En förlust mot Örebro IK med 5-6 "hemma" på Hovet efter ledning 5-2 inför sista perioden innebar i slutänden att HIK missade avancemanget med två måls sämre målskillnad än IF Björklöven som tog andraplatsen bakom Örebro. De två sistnämnda gångerna hamnade man i Kvalserien genom förluster i Allsvenska finalspelet efter andraplatser i Allsvenskan. 1986 mötte man Skellefteå HC, 1993 Västra Frölunda HC.
Båda gångerna förlorade man finalerna i tre raka matcher och kom sedan sist i Kvalserien, men 1986 förlorades de två första matcherna i sudden death och den tredje med två måls marginal, och i kvalserien var man det lag som var närmast att lura elitserienian MoDo på den elitserieplats som stod på spel.
I näst sista matchen hemma mot Hammarby var man bara sekunder från seger, vilket skulle inneburit att det bara krävdes seger i avslutningsmatchen mot MoDo borta. Nu hann Hammarby kvittera till 4-4 och Elitseriechansen fanns nu bara kvar i teorin, men inte i praktiken.
Senaste stora säsongen 1992/1993 var nog ändå Huddinge IK:s stora höjdpunkt hittills. I Allsvenskan efter jul fick man för första gången möta AIK i seriespel, och flyttade den egna hemmamatchen till Globen. Inför rekordpublik, 12.487 (endast Frölunda, Djurgården och AIK hade större klubbrekord då), vann man matchen med 5-3.
Man slutade tvåa i Allsvenskan efter det andra nedflyttade elitserielaget Västra Frölunda. Finalspelet, där man nu hade flyttat den egna hemmamatchen till Johanneshov, förlorades i tre raka matcher, och Kvalserien inleddes med fyra raka förluster vilket gjorde att Elitserieförhoppningarna grusades.
Denna kvalserie inleddes med hemmamatch mot ärkerivalen Hammarby, som man inte hade förlorat mot på nästan fem år, så man flyttade även denna match till Globen och fick förvisso stå som hemmalag i det klart mest välbesökta ishockeyderbyt mellan de båda "söderlagen" någonsin, 8.128 åskådare. Som fick se Hammarby vinna - med 5-0.
Säsongen efter, 1993/94, hade man satsat vidare och värvat ett knippe ytterligare starka spelare från division 1-kollegorna Hammarby och Södertälje, och det är troligen detta år som Huddinge har sitt absolut bästa lag någonsin. Man gick till Allsvenskan som tvåa i division 1 östra under hösten en poäng efter AIK.
Väl i Allsvenskan förlorade man ingen match mot de två nedflyttade lagen från Elitserien, Färjestad och Björklöven. Mot Färjestad spelade man 2-2, både borta (i premiäromgången) och hemma, vilket ger Huddinge en lite rolig "merit" av kuriöst slag - med det är man det enda svenska ishockeylag Färjestad har mött i nationellt tävlingsspel, men aldrig lyckats vinna emot. Några onödiga förluster för mycket mot Mora och Troja/Ljungby gjorde dock att man tappade för mycket mark till Färjestad, överraskningen Boden och AIK, som blev de tre lag som placerade sig före. Som fyra i serien fick man därmed kliva in i playoff 3 för att därifrån ta sig till den avslutande Kvalserien. Huddinge lottades att möta småländska Troja igen och förlorade första matchen knappt. I Ljungby vann sedan Troja klart, och spolierade Huddinges sista rejäla chans att uppfylla drömmen om elitseriespel.
Huddinge fortsatte ta sig till Allsvenskan efter jul varje säsong så länge näst högsta divisionen hette division 1 och Allsvenskan efter jul hette just Allsvenskan, men vid serieomläggningen till den nya Allsvenskan Norra och Södra 1999 fick klubben fira 50-årsjubileum med att åka ur en serie för första gången på 46 år. Efter omedelbar comeback följde fyra nya allsvenska säsonger, varav en med playoff-spel till elitserien igen. Våren 2005 blev det än en gång dags att ta klivet ner i division 1 i och med att den allsvenska hockeyn bantades till en enda sextonlagsserie, men även denna gång tog sig Huddinge tillbaka.
Comebacken 2006/2007 slutade i sista plats i Hockeyallsvenskan, men för andra året i rad kunde man vinna kvalserien till nästa års Hockeyallsvenska och spelade allsvenskt även säsongen 2007/2008. En under stora delar av säsongen mycket bättre insats (med inte minst klubbens två första historiska bortasegrar mot Björklöven) slutade till sist i ännu en säsong under fel streck, näst sist i serien, och det blev spel i samma kvalserie ett tredje år i rad. Denna gång kom man helt snett in i detta kval och blev bara trea efter uppflyttade Troja-Ljungby och Mariestad. Rent sportsligt missade man därmed att försvara sitt allsvenska kontrakt, men framme i mitten av juli stod det slutligen klart att man kunde bli kvar i serien ändå, då Nyköpings HK inte beviljades elitlicens och flyttades ner i division 1. Huddinge erbjöds och tackade ja till den därmed vakanta platsen i serien.
Säsongen 2008/2009 blev paradoxen än större, ett mycket stort antal bländande matcher och meriterande segrar mot topplag, men återigen något för få poäng mot "rätt" lag, dvs konkurrenterna i bottenskiktet. I och med att serien skulle minska med två lag, räckte det just detta år inte ens att hålla två lag efter sig, ett till hade krävts. Fjärde kvalserien i rad, där bara ett lag skulle ta plats i nästa års serie denna gång, och den här gången spelade man definitivt ner sig i division 1 med bara en fjärdeplats.
2009/2010 tangerade man sitt rekord från 2005/2006 att vinna två serier samma säsong, division 1 D under hösten och Allettan Mellan under våren, men i playoff 3 till kvalserien till HockeyAllsvenskan förlorade man snöpligt mot Olofströms IK och missade kvalserien. För första gången på 45 år blev det mer än en säsong i rad i tredjedivisionen.
2010/11 gick något bättre än föregående säsong, med samma seriesegrar upprepade, och denna gång gick spelet i playoff 3 till allsvenska kvalserien vägen med två raka segrar mot Kiruna IF. I kvalserien startade man lysande men räckte inte riktigt ända fram. Av tio matcher i serien förlorades fyra - hemma och borta mot allsvenska Troja, hemma mot allsvenska Tingsryd, och mycket överraskande hemma mot dåvarande jumbon Asplöven, en match man dessutom själva kom till som serieledare. Det var en förlust för mycket för att nå en andraplats och avancemang. Tre poäng till hade räckt för att gå upp, faktum är att det hade räckt om man hade hållit ut och vunnit vid full tid i stället för på övertid mot Tingsryd borta i andra matchen i serien. I sista omgången, utan något att spela för själva mer än äran, vann man med 3-1 mot Karlskrona, som hade gått upp om de hade vunnit matchen. (De gick upp följande säsong i stället.)
2011/12 var man möjligen lite övermodiga och räknade in spelet i Allettan efter jul som en självklarhet. På papperet borde det knappast ha kunnat hända, men efter bland annat en svit på sju matcher utan seger vid full tid under den tredje fjärdedelen av höstens grundserie ramlade man ner till en femte plats och lyckades inte resa sig, utan missade Allettan Mellan. I fortsättningsserien var det inget snack, Huddinge säkrade förstaplatsen och playoff mot allsvenskan efter ungefär halva serien. I playoff 1 skrev man historia tillsammans med Enköping, för första gången slog lag från fortsättningsserierna ut lag från Allettan. Huddinge förlorade första matchen hemma mot Hudiksvall, fyra i Allettan mellan, men lyckades vinna två bortamatcher. I playoff 2 mot Asplöven från Haparanda gick det precis tvärtom, man vände och vann första matchen hemma, i sudden death, men förlorade sedan två bortamöten. Asplöven gick till kvalserien, där de blev trea och blev uppflyttade sedan Borås missat elitlicensen och tvångsdegraderades.
Även 2012/13 såg det stundtals mindre imponerande ut i grundserien i division 1 under hösten, men med en tredjeplats - ett femtontal poäng bakom Visby/Roma och Nyköping - kvalade man åter in i Allettan. Denna serie tog man genast ett bra grepp om och ledde den nästan från start, fram till inför sista omgången då man mötte Nyköping borta. Nyköping behövde desperat vinna för att nå en fjärdeplats och fortsatt kval, och vann med 3-0 (dock till ingen nytta då både Enköping och Åkers också vann sina matcher och höll undan). Därmed passerades Huddinge av Visby/Roma. Huddinge blev tvåa i Allettan Mellan och en av de två sämre Allettan-tvåorna och fick därmed gå in i playoff 2, där man med 2-1 i matcher tog sig vidare mot Kallinge/Ronneby.
I playoff 3 ställdes man åter mot Visby/Roma, och gick enkelt vidare i två raka matcher, och tog sig till kvalserien. I denna var man aldrig riktigt med och nosade på något avancemang, men man var spelmässigt bra med i alla matcher och förlorade egentligen bara två perioder riktigt rejält i hela serien (sistaperioderna hemma mot Vita Hästen och borta mot Tingsryd). Liksom två år tidigare avslutade man hemma mot Karlskrona och kunde stoppa dessa från ett allsvenskt kontrakt. Huddinge vann också med 3-2 efter straffläggning, men Karlskrona klarade kontraktet ändå, då konkurrenten Tingsryd också förlorade borta på straffläggning, mot Vita Hästen.
Under NHL-lockouten samma säsong tränade inledningsvis den huddingefostrade målvakten Jhonas Enroth med sin moderklubb, och det kunde lösas försäkringsmässigt så att han också spelade två matcher med klubben. Han skrev sedan på för Almtuna och spelade där tills NHL startade. Med Buffalo utanför Stanley Cup var dörren vidöppen för spel med Tre Kronor, och Enroth slutade säsongen som världsmästare i det historiska svenska VM-guldet på hemmaplan, utnämnd till VM:s bäste målvakt och uttagen i All star-laget. Huddinge blev alltså en av de klubbar som spelarna i världsmästartruppen hade spelat i under säsongen, och Enroth var över huvud taget den förste spelare som var uttagen i Tre Kronor samma säsong som han spelat i Huddinge. Fyra ytterligare spelare i guldtruppen hade någon gång spelat i Huddinges tröja - Elias Fälth, Staffan Kronwall, Niklas Persson och Dick Axelsson. Dessutom har även assisterande förbundskapten Rikard Grönborg gjort det. Sedan är förstås Tre Kronors legendariske materialförvaltare Anders "Pudding" Weiderstål en huddingeprodukt. Slutligen fick Huddinge också samma säsong stoltsera med en Stanley Cup-vinnare, den förste över huvud taget som spelat i huddingetröja, och dessutom en egen produkt med Huddinge som moderklubb, Marcus Krüger, så Stanley Cup-bucklan kom på besök till Björkängshallen.
2013/14 vann Huddinge grundserien klart, men kom snett i Allettan och blev bara fyra där. Det innebar spel redan i playoff 1 där det blev vinst med 2-1 i matcher mot Wings HC Arlanda, men i playoff 2 kunde Visby/Roma ta revansch för kvalrundan året innan.
Säsongen 2014/15 imponerade Huddinge i, och vann, höstens grundserie (fr o m detta år med det nya namnet Hockeyettan Östra). Efter jul följde spel i Allettan Norra, där man låg i topp under första halvan, men förlorade bägge matcherna i serievändningen mot Sundsvall, som vann serien och därmed gick direkt till kvalserien till HockeyAllsvenskan. Det blev även en förlust borta mot Östersund, vilket räckte för att också jämtarna skulle sluta före Huddinge. I playoff 1 vände Huddinge och vann med 2-1 i matcher mot Haninge, och i playoff 2 samma resultat mot nämnda Östersund. I playoff 3 tog däremot Tingsryd hem två tajta matcher, båda i förlängning.
2015/16 fick Hockeyettan östra storbesök av Södertälje SK, som för första gången någonsin hade ramlat längre ner än de två högsta divisionerna. När SSK för första gången åkte ur högsta serien på 70-talet räckte de just till en andraplats bakom Huddinge, men så roligt blev det aldrig den här gången. Huddinge blev trea i höstens grundserie bakom Södertälje och Visby/Roma. I Allettan södra hängde däremot Huddinge med mycket bra, och precis vid halvtid av serien, i sjunde omgången av fjorton, vände Huddinge 1-2 till 3-2 hemma mot SSK och gick upp i topp i serien, den förstaplats som ger en biljett direkt till kvalserien till HockeyAllsvenskan. Serieledningen tappades dock redan i nästa omgång via förlust i Visby, och under resten av serien hade man aldrig riktigt någon tur med övriga lags resultat och i de sista omgångarna blev det även ett par förluster för mycket och man slutade fyra efter Västerviks IK, Södertälje och IF Troja-Ljungby. I playoff-spelet blev det respass direkt mot Kristianstads IK.
2016/17 är det möjligen en definitionsfråga om Huddinge noterade nya rekordet tre seriesegrar samma säsong. Man vann i varje fall höstens Hockeyettan östra, och likaså vårens Allettan norra. Det innebar spel i den för säsongen nya HockeyEttan-finalen, där en mästare för HockeyEttan ska koras, som också därmed tar en plats direkt i kvalserien till HockeyAllsvenskan, dit det förlorande laget i stället får en andra chans att ta sig via den tredje och sista playoff-omgången. Huddinge ställdes mot den poängmässigt något starkare vinnaren från södra Allettan, Troja/Ljungby, som på den grunden var högre rankade och skulle avsluta finalserien på hemmaplan, inklusive i en eventuell tredje avgörande match. Huddinge var på god väg att vinna första matchen hemma, men Troja vände och vann den matchen. Huddinge som senast hade slagit Troja borta 1993, åkte ner och gjorde plötsligt detsamma två gånger på något mindre än ett dygn och blev historiens första HockeyEttan-mästare, men den plats detta säkrade i kvalserien till HockeyAllsvenskan kunde man inte förvalta. Där kunde i stället just Troja ge igen för gammal ost genom att vinna bägge mötena och ta ett avancemang i stället. Så länge Huddinge hade häng på avancemang vann man de flesta matcher och förlorade några knappt, samtliga gånger efter att ha tappat egen ledning. När det hade blivit för många sådana hedersamma förluster för att finnas någon chans till avancemang kvar blev det några förluster med betydligt klarare siffror också.
2017/18 vann man Hockeyettan östra igen, och tog efter dramatik i slutomgången hem segern också i Allettan södra, och fick möjlighet att försvara sin mästartitel från föregående säsong. Det satte dock Borlänge HF, vinnare från Allettan norra, stopp för. Via playoff mot Visby Roma blev det ännu en kvalserie till HockeyAllsvenskan, där man ännu en gång missade avancemang försmädligt knappt. Hade man inte förlorat utan vunnit hemmamatchen mot Västerås IK hade Huddinge och inte VIK avancerat.
2018/19 blev lite mellansäsong seriemässigt, men Huddinge gick till Allettan som tvåa efter Hudiksvall, och klarade till sist en sjätteplats i Allettan södra, där nio av tio lag gick vidare till kval vidare mot kvalserien till HockeyAllsvenskan. Man gick vidare med 2-1 i matcher i playoff 1 mot Kalmar HC, och i playoff 2 mot Borlänge HF, men fick ge sig i playoff 3 i två raka mot Bodens HF.
2019/20 började Huddinge riktigt svagt, men jobbade sig ikapp till en plats i Allettan södra, där man kunde hävda sig desto bättre i en rafflande kamp om förstaplatsen, där fem lag hade chans att vinna serien inför sista omgången. Ledande Halmstad vann och höll undan, men Huddinge blev åtminstone tvåa. Det innebar att kliva in i play off 2 mot en vinnare från det inledande play off 1, Vimmerby. Som slog till och blev ännu ett småländskt lag att spoliera en säsong för Huddinge.
2020/21 under den första pandemihösten flög Huddinge fram verkligt bra och vann grundserien, och gjorde en habil insats i vårens alletta där man nådde en fjärdeplats. Av de kvalificerade lagen när det var dags att gå in i slutspelet på nivån åttondelsfinal var Huddinge sist rankat på den övre halvan, och fick möta Östersund, sedan alla högre rankade lag gjort sina val av motståndare. På den här nivån är det ju alltid borta-hemma-hemma som gäller för det högre placerade laget i slutspelen/play off, och Östersund vann hemma med 6-0. Huddinge vann match två med knappa 3-2, men jämtarna kunde sopa hem tredje avgörande matchen i Björkängshallen med 2-5 efter en utskåpning med 0-4 i sista perioden.
2021/22 vinglade Huddinge kring Allettan-strecket hela hösten, och säkrade femteplatsen och spel i Allettan i sista omgången. I Allettan blev det ungefär samma melodi med placering kring mitten hela tiden. Mot slutet började det lukta teoretisk risk att inte ens klara sig ifrån de två sista platserna, dvs utanför slutspelet, men den faran avvärjdes åtminstone, och det blev kvartsfinalspel mot Surahammar, fyra i den norra allettan. Huddinge vann ganska klart hemma 4-1, kändes i hög grad som det starkare laget och var mycket i ledning i både matcherna två och tre i Surahammar, men tvingades bita i det sura äpplet i bägge två. Tredje avgörande matchen ledde Huddinge med 2-0, 3-1, 4-2 och sist med 5-3 från början av tredje perioden, men "suringarna" lyckades streta ikapp till 5-5 vid full tid och krönte framgången med ett segermål efter knappt två minuter. Antagligen logiskt ändå att inte Huddinge skulle nå länge än så denna gång. Heller.
2022/23 och 2023/24 har Huddinge varit försmädligt långt ifrån något spel i Allettan under andra halvan av säsongen. 2022/23 var man åtminstone med i kampen om de tre play off-platser som fanns på spel i fortsättningsettan under våren, men föll ifrån under de sista omgångarna. 2023/24 var det inte ens nära, men man lyckades hålla en femteplats av tio lag i den södra vårettan.
2024/25 förlorade Huddinge fyra av de fem första seriematcherna, en i förlängning, men det blev en uppförsbacke man sedan så när hade övervunnit. I trettonde omgången av arton tog man sig över Allettan-strecket, i nästa omgång klättrade man ytterligare till femte plats (denna säsong gick sex av tio lag till Allettan i västra och östra serierna, och fyra av åtta i de norra och södra). I omgång femton halkade man ner under strecket igen, men tog sig över det i näst sista omgången, och hade att försvara en Allettan-plats om man bara tog poäng... hemma mot Visby/Roma, som hela vägen hade tampats med Väsby och Hanviken om serieseger. Visby vann matchen försmädligt med 2-1 i Huddinge, medan Sollentuna tre poäng bakom vann mot Nyköping och gick om på målskillnad. Allettan missades med fyra mål sämre målskillnad.
Därpå inledde Huddinge södra vårserien med fyra raka förluster. Man började sedan plocka poäng och segrar, men det tog sig aldrig, och i sista omgången föll man borta mot Tyringe medan Pantern hemmaslog Nyköping, och Huddinge slutade sist i fortsättningsserien. Huddinges smala lycka var att inga lag detta år skulle flyttas ner eller behöva kvala sig kvar i ettan.

### Översikt över alla säsonger
Föreningen deltog i seriespel fr.o.m. 1946 med start i Stockholmsserien kvalifikationsserien grupp 2.
| Säsong    | Division                              | Placering | Kval/Playoff                                      |
| --------- | ------------------------------------- | --------- | ------------------------------------------------- |
| 1946/1947 | Stockholmsserien kvalifikationsserien | 2         | Uppflyttade                                       |
| 1947/1948 | Stockholmsserien klass 3 södra        | 3         | Uppflyttade                                       |
| 1948/1949 | Stockholmsserien klass 2 södra        | 3         |                                                   |
| 1949/1950 | Stockholmsserien klass 2 södra        | 4         | Nerflyttade                                       |
| 1950/1951 | Stockholmsserien klass 3 södra        | 1         | Vinst i seriefinalen mot Råsunda. Uppflyttade     |
| 1951/1952 | Stockholmsserien klass 2 södra        | 1         | Förlust i seriefinalen mot Råsunda. Uppflyttade   |
| 1952/1953 | Stockholmsserien klass 1 södra        | 2         | Uppflyttade                                       |
| 1953/1954 | Division 3 östsvenska södra           | 6         | Nerflyttade                                       |
| 1954/1955 | Stockholmsserien klass 1 södra        | 1         | Vinst i seriefinalen mot Lilljanshof. Uppflyttade |
| 1955/1956 | Division 3 östsvenska Östra B         | 3         |                                                   |
| 1956/1957 | Division 3 Stockholm B                | 5         | Nerflyttade                                       |
| 1957/1958 | Division 3 norra västsvenska A        | 2         |                                                   |
| 1958/1959 | Division 3 norra västsvenska A        | 3         |                                                   |
| 1959/1960 | Division 3 norra västsvenska A        | 3         |                                                   |
| 1960/1961 | Division 3 norra västsvenska A        | 2         |                                                   |
| 1961/1962 | Division 3 södra östsvenska A         | 5         |                                                   |
| 1962/1963 | Division 3 södra östsvenska A         | 7         |                                                   |
| 1963/1964 | Division 3 södra östsvenska A         | 3         |                                                   |
| 1964/1965 | Division 3 södra östsvenska A         | 3         |                                                   |
| 1965/1966 | Division 3 södra östsvenska A         | 1         | Uppflyttade                                       |

Anmärkning
1. ↑  Fick småningom ändå plats i div 3 pga vakanser

Från och med 1966 deltar representationslaget i Division II, som vid denna tid verkligen var andradivisionen i Seriesystemet.
| Säsong    | Division            | Placering | Kval/Playoff |
| --------- | ------------------- | --------- | ------------ |
| 1966/1967 | Division II Östra B | 8         |              |
| 1967/1968 | Division II Östra B | 6         |              |
| 1968/1969 | Division II Östra B | 5         |              |
| 1969/1970 | Division II Östra B | 8         |              |
| 1970/1971 | Division II Östra B | 4         |              |
| 1971/1972 | Division II Östra B | 3         |              |
| 1972/1973 | Division II Östra B | 3         |              |
| 1973/1974 | Division II Södra A | 4         | [ a ]        |
| 1974/1975 | Division II Östra   | 3         | [ b ]        |

Anmärkningar
1. ↑  Fyra lag från Stockholms län spelade i denna serie med i övrigt sörmländska och östgötska lag.
2. ↑  Sex div 2-serier denna säsong (norra A, norra B, östra, västra, södra A och södra B)

Till säsongen 1975/76 gjordes en större serieomläggning där Elitserien grundades och Division I blev andradivisionen i seriesystemet. Huddinge Kvalificerade sig för Division I och höll sig kvar där till nästa serieomläggning 1999.
| Säsong    | Division          | Placering | Vårserie                  | Kval/Playoff                                                                     |
| --------- | ----------------- | --------- | ------------------------- | -------------------------------------------------------------------------------- |
| 1975/1976 | Division I Östra  | 2         |                           | Playoff: Utslagna av HV71                                                        |
| 1976/1977 | Division I Östra  | 2         |                           | Playoff: Besegrar Halmstad, utslagna av HV71                                     |
| 1977/1978 | Division I Östra  | 2         |                           | Playoff: Besegrar Bäcken och Tingsryd 3:a kvalserien till Elitserien             |
| 1978/1979 | Division I Östra  | 1         |                           | Playoff: Besegrar GroKo och Kiruna AIF 4:a kvalserien till Elitserien            |
| 1979/1980 | Division I Östra  | 6         |                           |                                                                                  |
| 1980/1981 | Division I Östra  | 7         |                           |                                                                                  |
| 1981/1982 | Division I Östra  | 3         |                           | Playoff: Besegrar IFK Kiruna, utslagna av Luleå                                  |
| 1982/1983 | Division I Östra  | 4         | 1:a i fortsättningsserien | Playoff: Besegrar Mörrum, utslagna av VIK Hockey                                 |
| 1983/1984 | Division I Östra  | 2         | 6:a i Allsvenskan         | Playoff: Utslagna av Mariestad                                                   |
| 1984/1985 | Division I Östra  | 4         | 1:a i fortsättningsserien | Playoff: Besegrar Rögle, utslagna av S/G Hockey 83                               |
| 1985/1986 | Division I Östra  | 2         | 2:a i Allsvenskan         | Förlorar Allsvenska finalen mot Skellefteå 4:a i kvalserien till Elitserien      |
| 1986/1987 | Division I Östra  | 3         | 1:a i fortsättningsserien | Playoff: Besegrar Rögle, utslagna av VIK Hockey                                  |
| 1987/1988 | Division I Östra  | 1         | 7:a i Allsvenskan         | Playoff: Besegrar Vallentuna, utslagna av Örebro                                 |
| 1988/1989 | Division I Östra  | 4         | 1:a i fortsättningsserien | Playoff: Utslagna av Timrå                                                       |
| 1989/1990 | Division I Östra  | 1         | 8:a i Allsvenskan         | Playoff: Besegrar Örebro, utslagna av Rögle                                      |
| 1990/1991 | Division I Östra  | 1         | 3:a i Allsvenskan         | Playoff: Utslagna av Team Boro                                                   |
| 1991/1992 | Division I Östra  | 1         | 6:a i Allsvenskan         | Playoff: Besegrar Boden, utslagna av Team Boro                                   |
| 1992/1993 | Division I Västra | 1         | 2:a i Allsvenskan         | Förlorar Allsvenska finalen mot Västra Frölunda 4:a i kvalserien till Elitserien |
| 1993/1994 | Division I Östra  | 2         | 4:a i Allsvenskan         | Playoff: Utslagna av Troja                                                       |
| 1994/1995 | Division I Östra  | 1         | 6:a i Allsvenskan         | Playoff: Utslagna av Tingsryd                                                    |
| 1995/1996 | Division I Östra  | 2         | 5:a i Allsvenskan         | Playoff: Besegrar Arlanda, utslagna av Björklöven                                |
| 1996/1997 | Division I Östra  | 2         | 6:a i Allsvenskan         | Playoff: Utslagna av Västervik                                                   |
| 1997/1998 | Division I Östra  | 2         | 8:a i Allsvenskan         |                                                                                  |
| 1998/1999 | Division I Östra  | 2         | 7:a i Allsvenskan         | kvalificerade för den nya Allsvenskan                                            |

Till säsongen 1999/2000 gjordes en serieomläggning där Allsvenskan grundades som andradivisionen i seriesystemet. Huddinge kvalificerade sig för Allsvenskan och höll sig – med ett par säsongers undantag – kvar till 2009.
| Säsong    | Division           | Placering | Vårserie                  | Kval/Playoff                                                                                                  |
| --------- | ------------------ | --------- | ------------------------- | --- |
| 1999/2000 | Allsvenskan Norra  | 11        | 8:a i vårserien           | nerflyttade                                                                                                   |
| 2000/2001 | Division 1 Östra B | 2         | 2:a i Allettan Östra      | Vinner playoff östra mot Tumba/Botkyrka och Mälarhöjden 1:a i kvalserien till Allsvenskan Norra, uppflyttade  |
| 2001/2002 | Allsvenskan Norra  | 9         | 4:a i vårserien           | |
| 2002/2003 | Allsvenskan Norra  | 7         | 2:a i vårserien           | Playoff: Utslagna av Skellefteå                                                                               |
| 2003/2004 | Allsvenskan Norra  | 10        | 5:a i vårserien           | |
| 2004/2005 | Allsvenskan Södra  | 11        | 7:a i vårserien           | nerflyttade                                                                                                   |
| 2005/2006 | Division 1D        | 1         |                           | Playoff: Besegrar Valbo och Borlänge, 1:a i kvalserien till Hockeyallsvenskan, uppflyttade                    |
| 2006/2007 | Hockeyallsvenskan  | 16        |                           | 1:a i kvalserien till Hockeyallsvenskan                                                                       |
| 2007/2008 | Hockeyallsvenskan  | 15        |                           | 3:a i kvalserien till Hockeyallsvenskan, nerflyttade                                                          |
| 2008/2009 | Hockeyallsvenskan  | 14        |                           | 4:a i kvalserien till Hockeyallsvenskan, nerflyttade                                                          |
| 2009/2010 | Division 1D        | 1         | 1:a i Allettan Mellan     | Playoff: Utslagna av Olofström                                                                                |
| 2010/2011 | Division 1D        | 1         | 1:a i Allettan Mellan     | Vinner playoff 3 mot Kiruna IF 4:a i kvalserien till Hockeyallsvenskan                                        |
| 2011/2012 | Division 1D        | 5         | 1:a i fortsättningsserien | Playoff: Besegrar Hudiksvall, utslagna av Asplöven                                                            |
| 2012/2013 | Division 1D        | 3         | 2:a i Allettan Mellan     | Playoff: Besegrar Kallinge och Visby, 5:a i kvalserien till Hockeyallsvenskan                                 |
| 2013/2014 | Division 1D        | 1         | 4:a i Allettan Mellan     | Playoff: Besegrar Wings, utslagna av Visby                                                                    |
| 2014/2015 | Hockeyettan Östra  | 1         | 3:a i Allettan Norra      | Playoff: Besegrar Haninge och Östersund; utslagna av Tingsryd                                                 |
| 2015/2016 | Hockeyettan Östra  | 3         | 4:a i Allettan Södra      | Playoff: Utslagna mot Kristianstad                                                                            |
| 2016/2017 | Hockeyettan Östra  | 1         | 1:a i Allettan Norra      | Vinner Hockeyettanfinalen, 5:a i kvalserien till Hockeyallsvenskan                                            |
| 2017/2018 | Hockeyettan Östra  | 1         | 1:a i Allettan Södra      | Förlorar Hockeyettanfinalen mot Borlänge, vinner playoff 3 mot Visby, 4:a i kvalserien till Hockeyallsvenskan |
| 2018/2019 | Hockeyettan Östra  | 2         | 6:a i Allettan Södra      | Playoff: Besegrar Kalmar och Borlänge; utslagna av Boden                                                      |
| 2019/2020 | Hockeyettan Östra  | 4         | 2:a i Allettan Södra      | Playoff: Utslagna av Vimmerby                                                                                 |
| 2020/2021 | Hockeyettan Östra  | 1         | 4:a i Allettan södra      | Slutspel: Utslagna av Östersund                                                                               |
| 2021/2022 | Hockeyettan Östra  | 5         | 8:a i Allettan södra      | Slutspel: Utslagna av Surahammar                                                                              |
| 2022/2023 | Hockeyettan Östra  | 7         | 4:a i Vårettan            | |
| 2023/2024 | Hockeyettan Östra  | 8         | 5:a i Vårettan            | |
| 2024/2025 | Hockeyettan Östra  | 7         | 8:a i Vårettan            | |

Data hämtade från Elite Prospects,, Svenska Ishockeyförbundets statistik  samt jubileumsboken Huddinge Hockey 50 år - Från kyrkan till Globen - 1950-2000 Mer detaljerad information och fler källor finns i säsongsartiklarna länkade från kolumnen Division.
Anmärkningar
1. ↑  Huddinge fick ändå plats i Hockeyallsvenskan då Nyköpings Hockey tvångsnedflyttades

## Finansiella problem
Publiksituationen i Stockholms omnejd är ett svårtacklat problem och spel i Allsvenskan drar knappt någon publik längre. Effekterna av Bosmandomen har inneburit att man heller inte får något betalt för spelare som värvas uppåt i seriesystemet.
Till skillnad från en klart övervägande del av sina konkurrenter har klubben haft en försiktig och måttfull värvningsfilosofi, för att inte riskera klubbens ekonomi och existens.

## Innebandysektionen
1997 startade klubben en sektion i innebandy för flickor. 1998 startade det första egna seniorlaget i division 4 och höll sig några säsonger på den nivån. Våren 2001 var tanken att ta en paus med seniorlaget på grund av spelarbrist, men då knackade ett gäng tjejer från division 2-laget LM Ericsson på och undrade om Huddinge IK ville "ta över dem", då Ericsson hade deklarerat att de inte kunde serva laget längre, från nästa säsong.
Laget klev in i Huddinge IK och behöll sin plats i division 2. Laget vann sin serie, men trodde på grund av ett missförstånd att styrelsen inte önskade att de gick upp i division 1 och spelade avsiktligt bort sig från att gå upp i kvalspelet. Andra säsongen slutade med en fjärdeplats i serien och inget kval, men 2003/2004 vann man serien och tog sig via kvalspel mot Visby IBK upp i division 1.
Sedan laget nått division 1 föddes en vision i klubben att det borde vara fullt möjligt att inom några år ta sig till Elitserien med rätt satsning, och man bestämde sig för att försöka göra den satsningen. Redan första året slutade laget på tredje plats. Gamla klyschan "andra året är alltid svårast" stämde utmärkt, och först i sista omgången säkrades nytt kontrakt i division 1. En säsong till som mittenlag följdes sedan av framgången 2007/2008.
Serieseger i division 1 östra utan en enda förlust vid full tid, fjorton vinster och fyra oavgjorda. Två av de oavgjorda matcherna slutade med segermål i förlängningen och de andra två med förlustmål. Playoff 1 mot vinnarna från division 1 norra, RIG Umeå, gav en tät och knapp seger 8-6 borta, och sedan lite klarare 6-3 hemma. Därmed var kvalserien (med namnet playoff 2) nådd.
Elitserielaget Skellefteå mot division 1-lagen Huddinge och Västerås IBF, dubbelserie med tre lag. Huddinge-Skellefteå inledde serien, och Huddinge vann enkelt med 6-2. Därpå möttes division 1-lagen i Västerås. Huddinge var i ledning flera gånger om, och vann till sist med 6-5. När serien sedan vände med att Västerås slog Skellefteå både hemma och borta blev saken klar. Skellefteå ur, de båda andra lagen till Elitserien.
Premiärsäsongen i högsta serien blev en klar succé, man klarade sig kvar med bred marginal och låg som bonus på slutspelsplats från segern i premiäromgången ända fram till... inför sista omgångens match borta mot Kais Mora IF. Förlust 7-5, och i sista omgången tappade man slutspelschansen.
Gamla klyschan "andra året är alltid svårast" stämde lika påfallande i Elitserien som i division 1, och även på denna nivå säkrades kontraktet för en tredje säsong först i sista omgången.
Tredje elitseriesäsongen 2010/11 kämpade man strax under och precis kring slutspelsstrecket. Ett tag in på det nya året var man i några omgångar över strecket, men föll tillbaka. Inget slutspel, men god marginal ner till den direkta bottenstriden denna gång. En stor höjdpunkt var när man vann hemmaderbyt mot blivande svenska mästarna Djurgården med 11-6.
Stockholmsderbyna gick lysande första elitseriesäsongen med segrar både hemma och borta mot Täby och oavgjort med mersmak borta mot Balrog, men därefter idel förluster fram till vinsten mot Djurgården 2010/11, som var det fjärde och sista derbyt den säsongen.
Säsongen 2011/12 blev tämligen identisk med den föregående. Tionde plats till slut, långt ifrån bottenstriden men lite för stort avstånd upp till slutspelsplatserna.
Säsongen 2012/13 började med en rivstart och flera meriterande segrar, inte minst på bortaplan, och topplaceringar ett par omgångar. När första derbyt hemma mot Djurgården rasade fullkomligt till tvåsiffrig förlust gick dock luften ur laget. Resten av säsongen blev det ännu en gång kamp strax under slutspelsstrecket, men gott om avstånd till kval och nedflyttning. Kontraktet 2013/14 säkrades med fyra-fem omgångar kvar. En säsong som följde precis samma mönster.
Säsongerna 2014/15 och 2015/16 blev likadana. Efter säsongen 2015/16 kom det lite överraskande beskedet att klubben begärde sig ur Svenska Superligan och klev ner i division 1. Division 1-säsongen 2016/17 blev heller ingen munter erfarenhet med sistaplats och degradering ännu en division. Man begärde sig själva även ner ytterligare till division 3 2017/18 och kom på sjunde plats av tolv lag. 2018/19 blev man tvåa på samma nivå, en futtig poäng bakom Älvsjö AIK, 2019/20 blev man fyra. Det blev lagets sista säsong. Huddinge IK lade då ner innebandysektionen.

## Kända spelare
- Lars Ljungman
- Kurt Svanberg
- Kent "Lill-Kenta" Johansson
- Mikael Johansson
- Nichlas Falk
- Michael Nylander
- Jan Mertzig
- Stefan "Myran" Gustavsson
- Håkan Södergren
- Kristofer Ottosson
- Rolf Wanhainen
- Josef Boumedienne
- Linus Klasen
- Jhonas Enroth
- Dick Axelsson
- Sanny Lindström
- Marcus Krüger
- Mattias Norström